# Theodor Haltenorth
Theodor Haltenorth (* 18. Mai 1910 in Kassel-Bettenhausen; † 30. Januar 1981) war ein deutscher Zoologe.

## Leben
Theodor Haltenorth wurde als zweiter Sohn des Fabrikanten Paul Haltenorth und seiner Ehefrau Johanna Haltenorth (geb. Gravenhorst) in Kassel-Bettenhausen geboren. 1953 begründete er in seiner Funktion als Oberkonservator und Leiter der Säugetierabteilung der Zoologischen Sammlung des Bayerischen Staates in München die Zeitschrift Säugetierkundliche Mitteilungen der Arbeitsgemeinschaft für Säugetierforschung. Haltenorths Hauptaugenmerk galt vor allem der Wildkatzenforschung. 1953 verfasste er die wissenschaftliche Erstbeschreibung über die Kretische Wildkatze (Felis silvestris cretensis). 1971 ermutigte er Reinhold Rau zum Quagga-Projekt, einem Programm zur Rückzüchtung des Quaggas in der Kap-Provinz.
Haltenorth wurde darüber hinaus als Autor und Co-Autor mehrerer populärwissenschaftlicher Tierbücher bekannt. Beispielsweise war er 1969 an der Enzyklopädie Grzimeks Tierleben von Bernhard Grzimek (1909–1987) beteiligt und schrieb das Kapitel über die Familie der Hirsche (Cervidae). Des Weiteren war er Mitverfasser der zoologischen Texte für Eugen Schuhmachers Werke Die letzten Paradiese (1966) und Europas Paradiese (1972).

## Werke
- Tiere unserer Heimat. In: Weltreich der Tiere. Tomus, München 1980, ISBN 3-920954-04-1.
- Unsere Tierwelt in Farbe. Beobachter, Glattbrugg 1980.
- Säugetiere sowie Lurche und Kriechtiere. (= BLV-Naturführer. 12). BLV, München/ Wien/ Zürich 1978–82, ISBN 3-405-11972-3.
- Das Tier. Die Stämme des Tierreichs. Wiesbaden 1977.
- Säugetiere Afrikas und Madagaskars. (= BLV Bestimmungsbuch. Band 19). BLV, München 1977, ISBN 3-405-11392-X.
- Säugetiere. (= Das Tierreich. Band 7). de Gruyter, Berlin 1969.
- Klassifikation der Säugetiere. (= Handbuch der Zoologie. Band 8). de Gruyter, Berlin 1958–63.
- Rassehunde - Wildhunde. (= Winters naturwissenschaftliche Taschenbücher. Band 28). Winter, Heidelberg 1958.
- Die Wildkatze. (= Die Neue Brehm-Buecherei. Band 189). Ziemsen, Wittenberg 1957.
- Das Grosswild der Erde und seine Trophäen. Bonn 1956.
- Die Wildkatzen der alten Welt. Geest & Portig, Leipzig 1953 (Buchdeckel und Inhaltsverzeichnis).
- Säugetierkundliche Mitteilungen. München period. ab 1953. ISSN 0036-2344
- Die verwandtschaftliche Stellung der Grosskatzen zueinander. Berger, Lucka 1937.